# 鸳江区
鸳江区，中国旧区名。
1962年由广西壮族自治区梧州专区设置。在今广西壮族自治区梧州市区西部。以区内有鸳江路得名。1974年撤销，1979年复设。1984年再撤，并入蝶山区。 